# Bombykol
A bombykol színtelen, (az ember számára) szagtalan folyadék. A nőstény selyemlepke feromonja, melyet a hím még 10−15 g/l koncentrációban és érez. Adolf Butenandt fedezte fel 1959-ben. Ez volt az első kémiailag leírt feromon.